# María Elena Álvarez-Buylla
María Elena Álvarez-Buylla Roces (Ciudad de México, 11 de julio de 1959) es una bióloga y administradora pública mexicana. Su trabajo se especializa en la intersección de la botánica, la ecología evolutiva y la biología del desarrollo, áreas en las que ha realizado contribuciones significativas. Es profesora e investigadora de tiempo completo en el prestigioso Instituto de Ecología y el Centro de Ciencias de la Complejidad de la Universidad Nacional Autónoma de México (UNAM), donde forma a nuevas generaciones de científicos. En 2017, su trayectoria fue reconocida con el Premio Nacional de Ciencias y Artes en la categoría de ciencias físico-matemáticas y naturales, un honor que subraya su impacto en la ciencia mexicana.
Entre 2018 y 2024, Álvarez-Buylla ocupó el cargo de directora general del Consejo Nacional de Humanidades, Ciencias y Tecnologías (CONAHCYT), el organismo rector de la política científica y tecnológica en México. Designada por el presidente Andrés Manuel López Obrador, su gestión ha sido notable y, a la vez, objeto de amplio debate y controversia.

## Trayectoria científica y académica
La labor de investigación de María Elena Álvarez-Buylla se distingue por su enfoque multidisciplinario, combinando experimentos rigurosos con el desarrollo de modelos matemáticos para comprender la complejidad de los sistemas vivos, particularmente en el reino vegetal.

### Biología del desarrollo en plantas: un enfoque en la morfogénesis
Uno de los ejes centrales de su investigación es el estudio de la morfogénesis, el proceso por el cual los organismos desarrollan su forma y estructura. Ha dedicado especial atención a la función de los genes MADS-box en la regulación del desarrollo de la raíz de *Arabidopsis thaliana*, una planta modelo clave en la investigación biológica. Sus hallazgos han ayudado a dilucidar cómo estos genes influyen en la diferenciación y proliferación celular.
Además, su interés se ha centrado en *Lacandonia schismatica*, una planta endémica de la selva Lacandona en México. Esta especie presenta una estructura floral única, con los estambres ubicados en el centro de la flor en lugar de los carpelos, un rasgo que desafía los modelos clásicos de desarrollo floral. La Dra. Álvarez-Buylla ha investigado los mecanismos genéticos que dan origen a esta peculiaridad. Sus estudios también exploran cómo las señales hormonales interactúan con la regulación genética en el desarrollo de la raíz en *Arabidopsis*.

### Modelado matemático de redes genéticas: una ventana a la complejidad
La Dra. Álvarez-Buylla ha sido pionera en el uso de modelos matemáticos para desentrañar las intrincadas redes de regulación genética que gobiernan el desarrollo de las plantas. Mediante el análisis de datos experimentales y la construcción de modelos computacionales, ha logrado simular y comprender el comportamiento de estas redes, revelando cómo determinan el destino de las células en la flor de *Arabidopsis*. Su trabajo también considera cómo factores físico-químicos influyen en los procesos de desarrollo y cómo las redes genéticas mantienen su estabilidad frente a perturbaciones.

### El paisaje epigenético: un modelo para entender el desarrollo
Inspirada en el concepto de "paisaje epigenético" propuesto por Conrad Hal Waddington, la Dra. Álvarez-Buylla ha desarrollado modelos matemáticos para entender cómo las fluctuaciones aleatorias en las redes de regulación genética pueden influir en el destino de las células. Estos modelos permiten caracterizar la relación entre el genotipo (la información genética) y el fenotipo (las características observables) de un organismo, proporcionando una herramienta valiosa para comprender la plasticidad y la evolución.

### Más allá de las plantas: incursiones en biomedicina y ecología
Si bien su trabajo se ha centrado principalmente en plantas, la Dra. Álvarez-Buylla ha extendido sus investigaciones a otros campos. En biomedicina, ha estudiado los mecanismos genéticos implicados en el desarrollo del cáncer epitelial, la inflamación crónica y la leucemia linfoblástica aguda.
En el campo de la ecología, ha investigado el impacto de las actividades humanas en la regeneración de la selva tropical, así como la presencia y dispersión de transgenes (genes modificados) en variedades nativas de maíz mexicano, un tema de gran relevancia para la conservación de la biodiversidad y la seguridad alimentaria. Sus investigaciones han revelado la presencia de transgenes y glifosato en alimentos consumidos en México, generando un debate sobre los riesgos y beneficios de los cultivos transgénicos.

## Activismo y compromiso social
Más allá de su destacada trayectoria científica, María Elena Álvarez-Buylla es reconocida por su activismo y su compromiso con la sociedad. Es fundadora de la Unión de Científicos Comprometidos con la Sociedad, una organización que busca promover la participación de los científicos en la resolución de problemas sociales y ambientales.
Su defensa de las variedades nativas de maíz y su firme oposición a los cultivos transgénicos la han convertido en una figura destacada en el debate sobre la biotecnología y la agricultura. Su participación en exposiciones artísticas y proyectos culturales refleja su interés por explorar las conexiones entre la ciencia, el arte y la sociedad.

## Controversias
Tanto su postura sobre los alimentos transgénicos como su gestión al frente del CONAHCYT han generado controversia y críticas.

### Debate sobre la seguridad de los alimentos transgénicos
La Dra. Álvarez-Buylla ha expresado en repetidas ocasiones su preocupación por los posibles riesgos para la salud y el medio ambiente derivados de los alimentos transgénicos. Esta postura la ha colocado en desacuerdo con otros científicos y divulgadores que sostienen que los alimentos transgénicos disponibles en el mercado son seguros para el consumo humano. El consenso científico general es que los alimentos transgénicos actualmente disponibles no representan un riesgo mayor para la salud humana que los alimentos convencionales.
Algunos críticos argumentan que la Dra. Álvarez-Buylla presenta una visión "limitada, parcial y obsoleta" de los efectos de los cultivos transgénicos, basada en información desactualizada y especulaciones, en contraste con las evidencias más recientes que documentan los beneficios de estos cultivos. Sus estudios sobre la contaminación del maíz nativo con transgenes también han sido calificados como "tendenciosos y alarmistas".

### Críticas durante su gestión al frente del CONAHCYT
Su nombramiento como directora del CONAHCYT y su gestión posterior también han suscitado críticas. Sectores de la comunidad científica han expresado su preocupación por lo que consideran un "plan unilateral" para la ciencia mexicana, elaborado sin consultar a la comunidad y con una visión "divisiva y maniqueísta" del conocimiento científico.
Otras controversias incluyen la suspensión de convocatorias de proyectos científicos antes de su toma de posesión, la designación de personas sin formación científica en puestos clave, y acusaciones de nepotismo por la contratación de familiares. Estas controversias llevaron a peticiones públicas solicitando su destitución.
En 2019, estudiantes becados por el CONAHCYT denunciaron la suspensión arbitraria de sus apoyos financieros. En 2020, la exclusión de la biotecnología de las áreas de evaluación del Sistema Nacional de Investigadores (SNI) generó críticas por posible sesgo ideológico. Su defensa de la desaparición de fideicomisos públicos para ciencia, a pesar de haber recibido financiamiento de estos, también fue objeto de controversia.
En 2021, la reforma al reglamento del SNI, que restringe apoyos a investigadores de instituciones privadas, generó fuertes críticas. El desarrollo de la vacuna "Patria" contra la COVID-19 también estuvo rodeado de polémica, desde cuestionamientos sobre su origen tecnológico hasta retrasos en su desarrollo.
Finalmente, el ingreso del fiscal general Alejandro Gertz Manero al Sistema Nacional de Investigadores (SNI), tras ser rechazado en múltiples ocasiones anteriores, generó fuertes críticas y acusaciones de favorecimiento político.

## Familia
María Elena Álvarez-Buylla Roces proviene de una familia con una fuerte tradición científica y un legado de compromiso social y político. Es hija de Ramón Álvarez-Buylla, un destacado científico y cofundador del Departamento de Fisiología del CINVESTAV, y de Elena Roces Dorronsoro de Álvarez-Buylla, investigadora del Centro Universitario de Investigaciones Biomédicas de la Universidad de Colima.
Sus abuelos, Arturo Álvarez-Buylla Godino y Wenceslao Roces, fueron figuras notables en la historia de España. El primero fue un pionero de la aviación española, mientras que el segundo fue un reconocido intelectual, traductor y senador por Asturias durante la Segunda República Española.
Es hermana del neurobiólogo Arturo Álvarez-Buylla, galardonado en 2011 con el Premio Príncipe de Asturias de Investigación Científica y Técnica por sus estudios sobre el desarrollo de las células nerviosas en el cerebro adulto. También es sobrina del economista y vestuarista José Carlos Roces Dorronsoro.

## Premios y reconocimientos
A lo largo de su carrera, María Elena Álvarez-Buylla ha recibido numerosos premios y reconocimientos, entre los que destacan:
- 2017: Premio Nacional de Ciencias y Artes en la categoría de Ciencias Físico-Matemáticas y Naturales.

- 2016: Premio Nacional a la Investigación Científico-Tecnológica de la Universidad Autónoma de San Luis Potosí.[76]

- 2016: Elegida a la Junta Directiva de la Universidad Autónoma Metropolitana de México.[77]

- 2012: Visiting Miller Professor (Universidad de California en Berkeley).[78]

- 2011: Medalla Faustino Miranda del Instituto de Ecología de la Universidad Nacional Autónoma de México.

- 2010: Premio Universidad Nacional en el área de Investigación en Ciencias Naturales.

- 2008: Premio Heberto Castillo de la Ciudad de México en la categoría Salud y Medio Ambiente.

- 1999: Premio Nacional de Investigación de la Academia Mexicana de Ciencias en la categoría de Ciencias Naturales.

- 1994: Jasper Loftus-Hills Young Investigators Award de la American Society of Naturalists.[79]